# Ingvar Helle
Ingvar Lars Helle (n. 12 aprilie 1933, Larvik, Vestfold, Norvegia – d. 14 mai 2003, Comuna Stavanger, Rogaland, Norvegia) a fost un om politic norvegian.
A fost reprezentant al partidului Venstre pentru județul Rogaland din 1969 până în 1973. În ultimul an s-a alăturat partidului Det Nye Folkepartiet, unde a fost președinte de partid în perioada 1978-80. Ingvar Helle a fost și ales în consiliul municipal al orașului Stavanger din partea partidului Venstre, iar mai târziu a fost și lider de grupă al partidului Det Nye Folkepartiets în consiliul județean Rogaland. Mai târziu s-a reîntors la partidul său vechi, Venstre, unde în 1996 a fost numit membru de onoare al filialei Rogaland Venstre.
În parlamentul norvegian Helle a fost mai întâi vicepreședinte al comitetului de justiție, iar mai apoi secretar al comitetului de transport. A fost de asemenea membru al delegației norvegiene la adunarea generală ONU.
Ingvar Helle s-a născut la Larvik, dar s-a mutat cu familia în județul Rogaland, în comuna Hetland (cum se numea pe acea vreme) la vârsta de 14 ani, unde tatăl său era inspector școlar. El însuși avea să lucreze mulți ani în învățământ, mai întâi ca profesor la liceul comercial din Stavanger, iar mai târziu ca rector al Școlii superioare de comerț Stavanger. În această perioadă, în 1978, a fost în vizită în România pentru un schimb de vederi cu Ministerul Învățământului din București.
Economist licențiat de la Norges Handelshøyskole din Bergen, a făcut mai târziu (la vârsta de 59 de ani) și facultatea de drept.
După ce s-a retras din politică, Helle a fost printre altele director la compania petrolieră norvegiană Statoil.
Până în 1997 Helle a fost director și consultant special pentru Statoil, printre altele în Tailanda și Venezuela. Din 1997 a lucrat ca avocat la firma Helle, Torall, Berven og Brygfjeld.
Ingvar Helle a avut trei fii cu soția, Ellen Synnøve, și este fratele istoricului Knut Helle.